# Museo Fotográfico de Cuernavaca (El Castillito)
El Museo Fotográfico de Cuernavaca es un recinto que se asemeja a un castillo de estilo francés ubicado en Cuernavaca, Morelos. En él se exhiben fotografías antiguas de la ciudad, población y también algunos muebles de la época.

## Historia
El edificio conocido como El Castillito es una construcción que fue erigió a inicios del siglo XX luego de la construcción del parque y puente Porfirio Díaz, comenzando como el hogar de la persona encargada del jardín.
Este castillo fue construido con tabique comprimido, algo avanzado para esa época. Después, fue abandonado durante la época de la revolución, pero en los años treinta el entonces gobernador de Morelos, Vicente Estrada Cajigal lo acondicionó para darle un uso residencial. Años después, en 1986 fue cedido al Consejo Consultivo de la Ciudad de Cuernavaca, por lo que con el apoyo del Ayuntamiento y del entonces Presidente Municial, Lic. Juan Salgado Brito, fue restaurado en su mayor parte para regresar a su forma original.

## Ubicación
Agustín Güemes # 1 Col Centro. Cuernavaca, Morelos.